# Lars Bratt
Politikern och grosshandlaren med samma namn, se Lars Bratt (handelsman)
Lars Olof Bratt, född 17 januari 1914, död 20 maj 2008, var en svensk officer och idrottsman. Lars Bratt var äldre bror till Saab 35 Drakens konstruktör Erik Bratt.

## Biografi
Lars Bratt inledde sin militära karriär 1936 som fänrik vid Norrlands artilleriregemente (A 4). Åren 1951–1957 var han chef för Luftvärnets kadettskola. Åren 1960–1961 var han chef för Karlsborgs luftvärnsregemente (Lv 1). År 1965 utnämndes till överste. Sin militära bana avslutade han åren 1965–1974 som försvarsområdesbefälhavare för Östersunds försvarsområde (Fo 22) i Östersund.
Lars Bratt var även en framgångsrik idrottsman. År 1939 ingick han i det svenska landslaget i modern femkamp som vann det inofficiella VM i Ljungbyhed. År 1942 gjorde han om prestationen i Schweiz, men denna gång individuellt. Bratt hade även flera viktiga uppdrag som idrottsledare, bland annat som ledamot åren 1971–1981 i Riksidrottsstyrelsen och åren 1978–1982 var han ordförande i Svenska Castingförbundet.

## Befordringshistorik
Lars Bratt inledde sin militära bana 1936 då han utnämndes till Fänrik vid Norrlands artilleriregemente i Östersund. Två år senare, 1939, befordrades han till Löjtnant, följt av Kapten 1944. Han blev Major 1954 och avancerade till Överstelöjtnant 1959. År 1965 nådde han graden Överste, och 1974 befordrades han slutligen till Överste 1. gr.

## Befattningar
- 1951–1957: Chef för Luftvärnets kadettskola (LvKS)
- 1960–1961: Chef för Karlsborgs luftvärnsregemente (Lv 1)
- 1965–1974: Befälhavare Östersunds försvarsområde (Fo 22)

## Sportsliga meriter
- 1939– modern femkamp
- 1942– modern femkamp